# Schoffelmos
Schoffelmos (Scapania) is een geslacht van levermossen in de familie Scapaniaceae.

## Kenmerken
De planten hebben gekielde gevouwen bladeren. De bladeren zijn halverwege of zelfs tot aan de basis verdeeld in twee lobben van ongelijke grootte, waarbij de bovenste lob meestal kleiner is. Onderbladen worden niet gevormd.

## Verspreiding
Schoffelmos is het gelijknamige geslacht van de schoffelmosfamilie. De ongeveer 50 soorten komen voornamelijk voor op het noordelijk halfrond. Er zijn ongeveer 40 soorten in Europa en Macaronesië, waaronder de volgende:
- Scapania aequiloba
- Scapania apiculata
- Scapania aspera
- Scapania calcicola
- Scapania carinthiaca
- Scapania compacta (gedrongen schoffelmos)
- Scapania curta (klein schoffelmos)
- Scapania cuspiduligera
- Scapania glaucocephala
- Scapania gracilis (gedoornd schoffelmos)
- Scapania gymnostophila
- Scapania helvetica
- Scapania irrigua (zandschoffelmos)
- Scapania lingulata (tongschoffelmos)
- Scapania massalongi
- Scapania mucronata
- Scapania nemorea (bosschoffelmos)
- Scapania paludicola (kwelschoffelmos)
- Scapania paludosa
- Scapania scandica
- Scapania subalpina
- Scapania uliginosa
- Scapania umbrosa
- Scapania undulata (beekschoffelmos)